# Гіллсдейл (Оклахома)
Гіллсдейл (англ. Hillsdale) — місто (англ. town) в США, в окрузі Гарфілд штату Оклахома. Населення — 75 осіб (2020).

## Географія
Гіллсдейл розташований за координатами 36°33′48″ пн. ш. 97°59′34″ зх. д. / 36.56333° пн. ш. 97.99278° зх. д. (36.563444, -97.992673).  За даними Бюро перепису населення США в 2010 році місто мало площу 0,94 км², уся площа — суходіл.

## Демографія
Згідно з переписом 2010 року, у місті мешкала 121 особа в 41 домогосподарстві у складі 34 родин. Густота населення становила 129 осіб/км².  Було 46 помешкань (49/км²).
Расовий склад населення:
| - 96,7 % — білих - 0,8 % — азіатів |

До двох чи більше рас належало 2,5 %. Частка іспаномовних становила 0,0 % від усіх жителів.
За віковим діапазоном населення розподілялося таким чином: 27,3 % — особи молодші 18 років, 63,6 % — особи у віці 18—64 років, 9,1 % — особи у віці 65 років та старші. Медіана віку мешканця становила 35,5 року. На 100 осіб жіночої статі у місті припадало 120,0 чоловіків;  на 100 жінок у віці від 18 років та старших — 109,5 чоловіків також старших 18 років.
Середній дохід на одне домашнє господарство  становив 65 800 доларів США (медіана — 64 063), а середній дохід на одну сім'ю — 72 533 долари (медіана — 64 688). Медіана доходів становила 63 750 доларів для чоловіків та 28 750 доларів для жінок. За межею бідності перебувало 3,8 % осіб, у тому числі 0,0 % дітей у віці до 18 років та 18,2 % осіб у віці 65 років та старших.
Цивільне працевлаштоване населення становило 71 осіб. Основні галузі зайнятості: освіта, охорона здоров'я та соціальна допомога — 18,3 %, фінанси, страхування та нерухомість — 16,9 %, роздрібна торгівля — 14,1 %.